# Гарци Сотано (Савона)
Гарци Сотано је насеље у Италији у округу Савона, региону Лигурија.
Према процени из 2011. у насељу је живело 30 становника. Насеље се налази на надморској висини од 132 м.